# Ibrahim Muteferrika
Ibrahim Müteferrika (Cluj-Napoca, 1674 – 1745) è stato un diplomatico, tipografo, economista, storico, teologo, sociologo ottomano di origine ungherese, e il primo musulmano a gestire una macchina da stampa a caratteri arabi mobili.

## Primi anni di vita

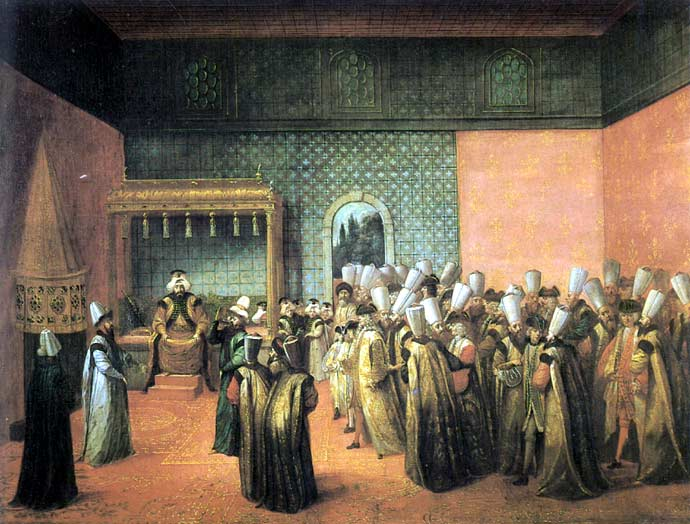
Sultan Ahmed III riceve l'ambasciatore francese Visconte d'Andrezel al Palazzo Topkapi.

Ibrahim Muteferrika nacque a Kolozsvár (l'attuale Cluj-Napoca, in Romania). Era un unitario di etnia ungherese che si convertì all'Islam, ma il suo nome ungherese originale è sconosciuto.

## Servizio diplomatico
In giovane età, Ibrahim Muteferrika entrò nei servizi diplomatici ottomani. Partecipò attivamente ai negoziati con l'Austria e la Russia. Ibrahim Muteferrika fu una figura attiva nella promozione dell'alleanza franco-ottomana (1737-1739) contro Austria e Russia. Fu anche apprezzato per il suo ruolo nell'azione bellica ottomano-svedese contro la Russia.
Durante i suoi servizi come diplomatico, è noto per aver stretto amicizia con molte personalità influenti tra cui Osman Aga di Temesvar, un collega diplomatico di origini transilvane ed ex prigioniero di guerra incarcerato in Austria.
Fu durante i suoi anni come diplomatico che si interessò molto alla raccolta di libri che lo aiutassero a comprendere il Rinascimento in corso, l'emergere di movimenti protestanti in Europa e l'ascesa di potenti imperi coloniali in Europa.
Nel 1731 scrisse un trattato che mostrava le cause del declino ottomano, descrivendo le forme di governo e di organizzazione militare europee, e proponendo riforme nel sistema ottomano.

## Macchina da stampa

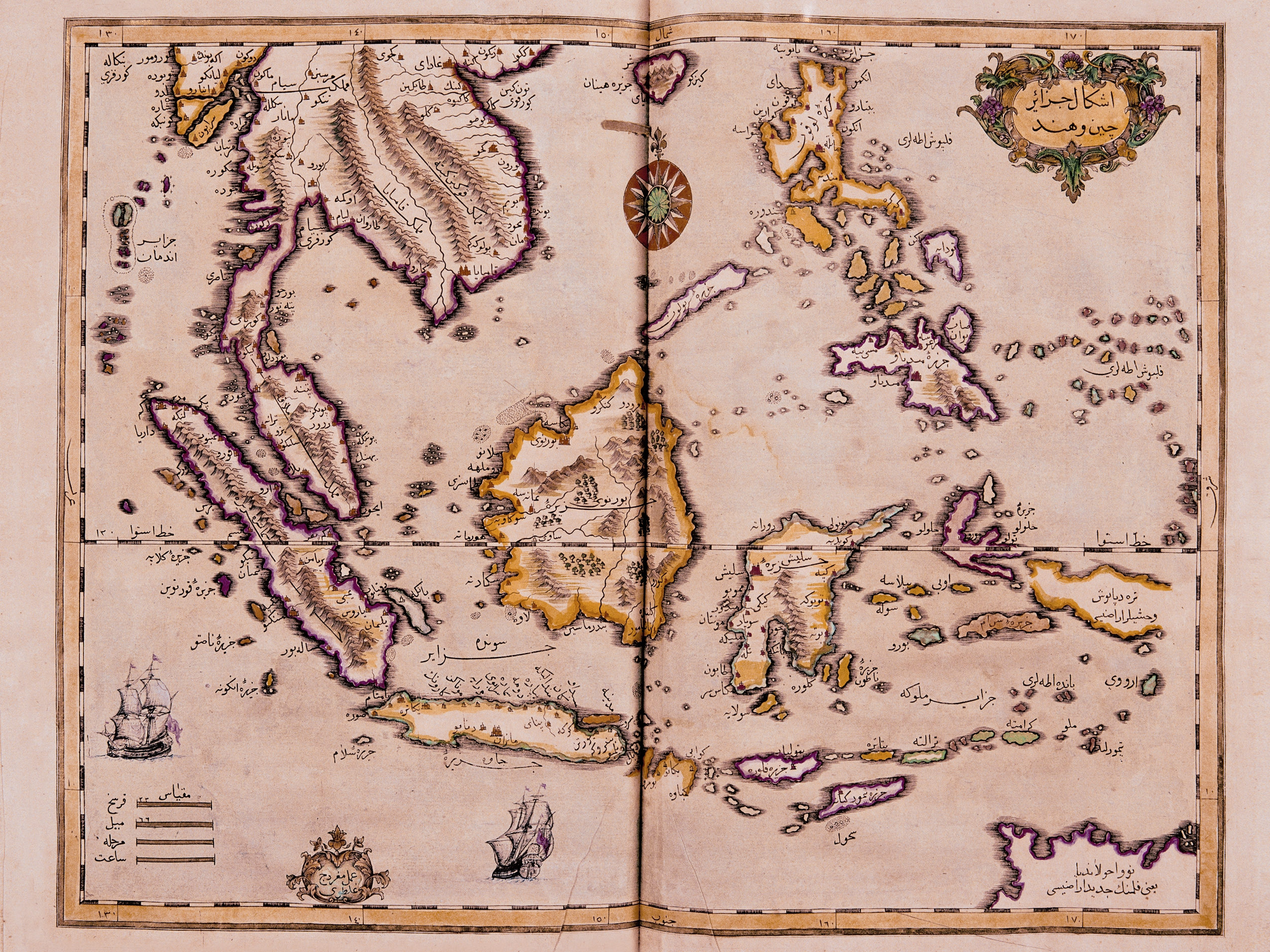
Questa mappa dell'Oceano Indiano e del Mar Cinese fu incisa nel 1728 dall'eclettico e tipografo ottomano di origine ungherese Ibrahim Muteferrika; fa parte di una serie che illustra il Cihannuma (Geografia universale) di Katip Çelebi, il primo libro stampato di mappe e disegni ad apparire nel mondo musulmano.

La macchina da stampa era già conosciuta nell'impero ottomano dal 1493 o 1504 in caratteri ebraici. Altre comunità gestivano le macchine da stampa. La prima tipografia ottomana che utilizzò i caratteri arabi fu gestita nel 1706-1711 ad Aleppo da cristiani.
I volumi di Muteferrika, stampati a Istanbul e con l'utilizzo di caratteri su misura, sono occasionalmente indicati come "incunabula turchi".   Muteferrika, il cui cognome derivava dal suo impiego come müteferrika, (guardia), sotto il sultano Ahmed III e durante l'era dei tulipani, fu anche geografo, astronomo e filosofo.
A seguito di un rapporto del 1726 sull'efficienza del nuovo sistema, che elaborò e presentò simultaneamente al Gran Visir Nevşehirli Damat İbrahim Pascià, al Gran Mufti e al clero, e in una richiesta successiva al sultano Ahmed III, ricevette il permesso di pubblicare libri non religiosi (nonostante l'opposizione di alcuni calligrafi islamici e capi religiosi). La tipografia di Muteferrika pubblicò il suo primo libro nel 1729 e, nel 1743, con 17 opere in 23 volumi (ciascuno tra le 500 e 1.000 copie). Il primo libro pubblicato da Muteferrika è "Vankulu Lügati", un dizionario arabo-turco in 2 volumi. La stampa di libri religiosi fu vietata fino al 1803.
Tra i lavori pubblicati da Müteferrika vi erano opere storiche e genericamente scientifiche, così come l'atlante mondiale di Katip Çelebi Cihannüma ("l'indicatore dei paesi", letteralmente Mostramondo). In una digressione che aggiunse alla sua stampa, Müteferrika discusse in dettaglio l'eliocentrismo dell'astronomia, con riferimenti ad argomenti scientifici relativamente aggiornati a favore e contro di esso. A questo proposito, è considerato una delle prime figure a introdurre correttamente l'eliocentrismo ai lettori ottomani.
Dopo il 1742 le attività tipografiche di Ibrahim Muteferrika furono interrotte; un tentativo da parte del diplomatico britannico James Mario Matra, spinto dai prezzi esorbitanti dei libri manoscritti, di ristabilire una tipografia a Istanbul fu respinto nel 1779. Nel suo racconto, Matra si riferisce alla forte opposizione degli scribi che l'impresa di Müteferrika aveva affrontato.

## Eredità
Una statua di Muteferrika si trova a Sahaflar Çarşısı, una strada adiacente al Grand Bazaar di Istanbul.

## Libri pubblicati
Furono 17 i titoli pubblicati da Muteferrika presso la sua tipografia durante la sua vita:
1. Kitab-ı Lügat-ı Vankulu (Sihah El-Cevheri), 2 volumi, 1729
2. Tuhfet-ül Kibar fi Esfar el-Bihar, 1729
3. Tarih-i Seyyah, 1729
4. Tarih-i Hind-i Garbi, 1730
5. Tarih-i Timur Gürgan, 1730
6. Tarih-I Mısr-i Kadim ve Mısr-i Cedid, 1730
7. Gülsen-i Hulefa, 1730
8. Grammatica Turque, 1730
9. Usul el-Hikem fi Nizam el-Ümem, 1732
10. Fiyuzat-ı Miknatısiye, 1732
11. Cihan-nüma, 1732
12. Takvim el-Tevarih, 1733
13. Kitab-ı Tarih-i Naima, 2 volumi, 1734
14. Tarih-i Raşid, 3 volumi, 1735
15. Tarih-i Çelebizade, 1741
16. Ahval-i Gazavat der Diyar-i Bosna, 1741
17. Kitab-ı Lisan el-Acem el Müsemma bi-Ferheng-i Şuuri, 2 volumi, 1742

(La maggior parte delle copie del libro Tarih-i Çelebizade sono state rilegate nel terzo e ultimo volume del Tarih-i Raşid e vendute insieme ad esso; pertanto diverse fonti hanno erroneamente portato a credere che siano stati pubblicati un totale di 16 documenti.)

## Opere proprie
- Risâle Islâmiyye (disponibile in forma manoscritta) (pubblicato da [Esed Cosan] nel 1993)